# Taxeotis stereospila
Espèce
Taxeotis stereospila est une espèce d'insectes papillons de la famille des Geometridae vivant en Australie.